# Высший совет национальной обороны (Камбоджа)
Вы́сший сове́т национа́льной оборо́ны (англ. Higher Institute of National Defence) — структура военной координации камбоджийского антивьетнамского сопротивления второй половины 1980-х годов. Являлся совещательным органом при Коалиционном правительстве Демократической Кампучии (CGDK). В 1990-е — головная организация остатков армии Красных кхмеров. Прекратил существование в конце 1990-х гг. в связи с общим упадком движения «Красных кхмеров».

## Военно-политическая коалиция
22 июня 1982 года Партия Демократической Кампучии (Красные кхмеры Пол Пота), Национальный фронт освобождения кхмерского народа (республиканцы Сон Санна) и ФУНСИНПЕК (монархисты Сианука) учредили Коалиционное правительство Демократической Кампучии (CGDK). Так оформился военно-политический союз, противостоящий вьетнамской оккупации и провьетнамскому режиму НРК. Главой коалиции стал принц Сианук, главой правительства — экс-премьер Сон Санн, министром иностранных дел — Кхиеу Самфан («Красные кхмеры»).
Все участники коалиции располагали своими вооружёнными силами. Наиболее многочисленной и боеспособной была Национальная армия Демократической Кампучии («Красные кхмеры», командующий Сон Сен). Значительно слабее были республиканские Вооружённые силы национального освобождения кхмерского народа (KPNLAF, командующие Сак Сутсакан, Дьен Дель). Монархическая Национальная армия сианукистов (ANS, командующие принц Ранарит, Теап Бен) первоначально имела скорее символический характер.

## Коалиционное военное совещание
В 1985 году при CGDK было учреждено военное совещание — Высший совет национальной обороны — на котором командующие трёх структур сопротивления координировали свои оперативные планы и боевые действия. При этом союзники относились друг к другу с глубочайшим подозрением.

В военном совещании участвовали генерал Сак Сутсакан (или я) от KPNLAF, генерал Тиеп Бен от ANS и Сон Сен от красных кхмеров… Встречи военных проходили напряженно. KPNLAF и красные кхмеры конфликтовали, строили друг другу препятствия. На публику говорилось о партнёрстве, но реально между нами и полпотовцами не было сотрудничества. Признаю, в 1988 году я предлагал генералу Сак Сутсакану план атаки на красных кхмеров.

Гаффар Пеанг-Мет

Соотношение сил в коалиции делало полпотовцев решающим военным фактором камбоджийского сопротивления. Поэтому принято считать, что решающим влиянием в Высшем совете национальной обороны располагали Пол Пот и Сон Сен.

## Трансформация и ликвидация
В 1989 году начался вывод вьетнамских войск и переговоры о политическом урегулировании. Каждая организация CGDK в изменившейся обстановке строила свои планы. Деятельность военного совета оппозиции становилась всё менее интенсивной.
23 октября 1991 года были заключены Парижские мирные соглашения. Однако «Красные кхмеры» не признали договорённостей и возобновили партизанскую войну. Высший совет национальной обороны из коалиционного органа превратился в структуру командования полпотовскими формированиями. Руководство Пол Пота перестало быть завуалированным.
«Красные кхмеры» лишились союзников и международной поддержки. С середины 1990-х начался распад движения. В 1997 году Пол Пот инициировал кровавую чистку, приказав убить Сон Сена. В результате сам он был арестован и скончался под арестом в 1998. Военное командование прекратило существование, отряды «Красных кхмеров» превратились в малочисленные разрозненные формирования. Арест Та Мока в марте 1999 года считается концом движения.